# 利恩圖爾海峽
利恩圖爾海峽（英語：Lientur Channel），是南極洲的海峽，位於葛拉漢地西岸的丹科海岸，處於勒梅爾島和布賴德島之間，連接帕拉代斯港和傑拉許海峽，現時由南極條約體系管理。